# Agama cornii
Agama cornii är en ödleart som beskrevs av  Giuseppe Scortecci 1928. Agama cornii ingår i släktet Agama och familjen agamer. IUCN kategoriserar arten globalt som otillräckligt studerad. Inga underarter finns listade i Catalogue of Life.
The Reptile Database listar taxonet som synonym till Agama hartmanni.